# Cónclave de 1740
El Cónclave de 1740 se celebró en Roma entre el 6 de febrero y el 17 de agosto de 1740. Fue convocado tras la muerte del papa Clemente XII, y en el cual resultó elegido el arzobispo de Bolonia Prospero Lorenzo Lambertini, quien tomó el nombre Benedicto XIV.
El favorito inicial para suceder como papa, el anciano Pietro Ottoboni (1667-1740), decano del Colegio Cardenalicio, murió poco después del comienzo del cónclave, y los cardenales leales a la Casa de Borbón propusieron repetidamente a Pompeo Aldrovandi, pero finalmente tuvieron que aceptar que no podía conseguir dos tercios de los votos.
Seis meses después, otros posibles candidatos también habían fracasado, y fue elegido el cardenal Próspero Lambertini, arzobispo de Bolonia, cardenal desde el 9 de diciembre de 1726. Adoptó el nombre de Benedicto XIV.

## Candidatos tempranos
El cónclave comenzó el 18 de febrero de 1740, después de los funerales de Clemente XII, y duró seis meses.
Al principio, solo treinta y dos cardenales entraron en el cónclave, en el que se esperaba que el anciano Pietro Ottoboni (1667-1740), cardenal durante más de cincuenta años y decano del Sacro Colegio Cardenalicio, fuera elegido para suceder a Clemente XII. Sin embargo, surgió oposición a Ottoboni debido a su relación protectora con Francia. A los pocos días, enfermó gravemente, abandonó el cónclave el 25 de febrero y falleció el 29 de febrero. El lugar de Ottoboni como decano fue ocupado por Tommaso Ruffo, vicedecano del Sacro Colegio.
A medida que más cardenales llegaban a Roma y entraban en el cónclave, un grupo de franceses formó una alianza con los austriacos y con los cardenales españoles de Nápoles y Toscana . Los cardenales leales a los Borbones propusieron el nombre de Pompeo Aldrovandi , pero no logró obtener la mayoría de dos tercios necesaria. Durante cuarenta días, su nominación se votó sin éxito antes de que se hiciera evidente que no podía ser elegido.
Hubo una considerable y prolongada confusión, con una serie de nombres propuestos, ninguno de los cuales logró el apoyo necesario. Tras una larga deliberación, se propuso al cardenal Lambertini, abogado canónico , como candidato de compromiso, y se dice que dijo al Colegio Cardenalicio: «Si quieren elegir a un santo, elijan a Gotti ; a un estadista, a Aldrovandi; a un hombre honesto, a mí». Esto parece haber favorecido su causa, que también se benefició de su reputación de profundo conocimiento, amabilidad, sabiduría y conciliación política.

## Elección de Benedicto XIV
En palabras de un historiador, el Colegio Cardenalicio fue: "...demasiado conscientes de su propia debilidad como para arriesgarse a ofender a las cortes vecinas, finalmente se fijaron en un hombre que, al menos, era improbable que resultara ofensivo, pues nunca en su vida había estado involucrado en asuntos diplomáticos, ni como embajador ni como nuncio. Se trataba de Prospero Lambertini, natural de Bolonia.
La noche del 17 de agosto, Lambertini fue elegido Papa, tras recibir los votos de más de los dos tercios requeridos de los cincuenta y un cardenales presentes. Lambertini aceptó su elección y adoptó el nombre de Benedicto XIV en honor a su amigo y patrón, el Papa Benedicto XIII. Había sido uno de los cónclaves más largos, aunque no el más largo. Benedicto fue coronado pocos días después en la logia de la Basílica Vaticana.

## Otros testigos
Giovanni Angelo Braschi, más tarde Papa Pío VI, asistió al cónclave cuando todavía era laico como asistente del cardenal Ruffo.
El joven Horace Walpole, que se encontraba en Roma en ese momento, intentó asistir a la coronación, pero desistió porque la espera le resultó interminable. Le escribió a su amigo y primo Conway: «Lamento haberme perdido la oportunidad de presenciar la coronación del Papa, pero podría haberme quedado para verla hasta tener la edad suficiente para ser Papa».